# Bol'šie kryl'ja
Bol'šie kryl'ja (Большие крылья) è un film del 1937 diretto da Michail Iosifovič Dubson e Karl Gakkel'.